# 南宗 (道教)
南宗為道教的一個宗派，發源於南宋，發跡時間早於全真教北宗200年，人稱金丹派，本內丹之學，而後被王重陽歸納成為全真道，人稱全真道南宗。道教内丹学南宗创始于劉海蟾，其最初继承系统为张伯端─石泰─薛道光─陳楠─白玉蟾（南五祖）。该派不提倡出家，以“先命后性”修炼方式著称。其丹法强调“返朴归真，以简驭繁，慢中求快”。其代表人物多出自南方，故名南宗。《悟真篇》、《金丹四百字》、《還源篇》、《還丹復命篇》、《翠虛篇》等为南宗主要经典。

## 簡介
南宗继承钟离权、吕洞宾的内丹思想，认为修炼内丹，即修炼“性、命”（性命双修），而且认为儒、道、釋三教合流，以釋道结合、摄禅释性、先命后性独树一家之学。主张“混俗和光”、“大隐混俗”，不提倡出家。
傳說中张伯端入蜀，遇劉海蟾，因而得道。張反对形式上的出家离俗，隐避山林。而主张“大隐隐于市”。他本人就不是出家的道士。南宗直至五祖白玉蟾，始开始有云游道士，也组织了南宗自己的教团组织。一般认为，白玉蟾为南宗实际建立者。白玉蟾开始建立的教派既是金丹派亦是雷法派。
元代，金丹派陳上陽依附全真教，自称南宗，把王重陽这支则称为北宗。金丹派其五位祖師，也被稱為南五祖。原来流传于北方的全真道与南方金丹派的结合，金丹派也被划分在全真道。与原来的全真道不同的是，内丹学南宗人士多不提倡出家。南宗从陈楠开始即兼行雷法，白玉蟾并撰有多种雷法著作。
明朝以后，南北两宗多有相互融合。
張伯端、石泰、薛式、陳楠及白玉蟾（“南五祖”），若再加上張伯端的弟子劉永年和白玉蟾的弟子彭鶴林，則被奉為“南七真”（见五祖七真）。
比利时道教研究所所长费丹凝博士（Ｄr. Dan Vercammen）对南宗的“性”、“命”的含义进行分析后，考察了南宗“先命后性”丹法对于心理学和精神病学的价值。他根据自己的内丹修炼体会和治疗病人的经验指出，南宗“先命后性”的方法在治疗和预防精神病方面甚有疗效。

## 参看
- 北宗
- 中派
- 东派
- 西派